# Grésigny-Sainte-Reine
Grésigny-Sainte-Reine é uma comuna francesa na região administrativa da Borgonha-Franco-Condado, no departamento de Côte-d'Or. Estende-se por uma área de 6,9 km². Em 2010 a comuna tinha 144 habitantes (densidade: 20,9 hab./km²).